# Isla Irlanda (Bermudas)
La Isla Irlanda (en inglés: Ireland Island) es la isla más noroccidental en la cadena que comprende las Bermudas. Tiene forma de un largo dedo de tierra que señal el noreste de la isla principal, el último eslabón de una cadena que también incluye la isla Boaz y la isla Somerset. Se encuentra en la parroquia de Sandys. Es considerada como uno de los seis principales islas de las Bermudas.
La historia de la isla es diferente de la del resto de las Bermudas. En 1618, un buque corsario bajo el mando de un famoso pirata con el nombre de Powell, encalló en la isla principal, y Powell fue desterrado a la isla (que en ese momento estaba deshabitada) por el gobernador colonial. Durante el siglo XVIII la Armada Real Británica (Royal Navy) compró parte de la isla para el uso de un faro y un astillero. El faro nunca se construyó, pero el astillero se convirtió en un lugar de gran importancia estratégica para la marina de guerra durante las guerras de 1812-1815, y fue ocupada hasta 1952 (una fuerza simbólica se mantuvo allí hasta 1995).
La parte Norte de la isla era el lugar donde estaba una estación inalámbrica de la Marina Real entre 1939-49, más tarde paso a convertirse en la sede del transmisor para la Canadian Forces Station Bermuda (Estación de las Fuerzas Canadienses en las Bermudas).